# Parafia św. Antoniego Opata w Radziejewie
Parafia pod wezwaniem św. Antoniego Opata w Radziejewie - rzymskokatolicka parafia należy do dekanatu Pieniężno, archidiecezja warmińska. Parafia powstała w 1896 r. 
Proboszczem jest ks. mgr Paweł Władyka. Posługę liturgiczną sprawują chłopcy i dziewczęta.